# 妙見寺 (高崎市引間町)
妙見寺（みょうけんじ）は、群馬県高崎市引間町にある天台宗の寺院である。山号は三鈷山。院号は吉祥院。本尊は釈迦如来。

## 歴史
この寺の創建年代等については不詳であるが、714年（和銅7年）またはその翌年の715年（霊亀元年）上野国大掾藤原忠明の開基により創建されたと伝えられる。
「花園星神記」によれば、忠明がこの寺へ来て宿泊し、夜半目覚めてあたりを見渡すと、乾の方角に光明が立ち上っていた。不思議に思って侍臣を遣わせ調べると、冷水町の小祝池からとわかり、水底を探らせたところ、目が赤く首の白い珍しい亀を得た。これを時の帝に献じたところ喜ばれ、元号が霊亀に改められたという。
797年（延暦16年）に成立した「続日本紀」にも「妙見寺」に関する記載があることから、古くからある寺院と考えられている。古くは「七星山息災寺」と号し、妙見菩薩を祀る寺として信仰されてきた。羊妙見とも呼ばれ、多胡碑の「羊」との関連を指摘する向きもある。
平将門の乱では、染谷川の戦いで苦境に追い込まれた平良文が不思議な声を聞き、導かれてついて行ったところ当寺にたどり着いた。そこで僧から七星剣を渡され、以来妙見菩薩の加護を受けるようになった。良文と関係の深い秩父神社、千葉神社の妙見は当寺から勧請されたものである。
江戸時代には江戸幕府から朱印状が与えられている。

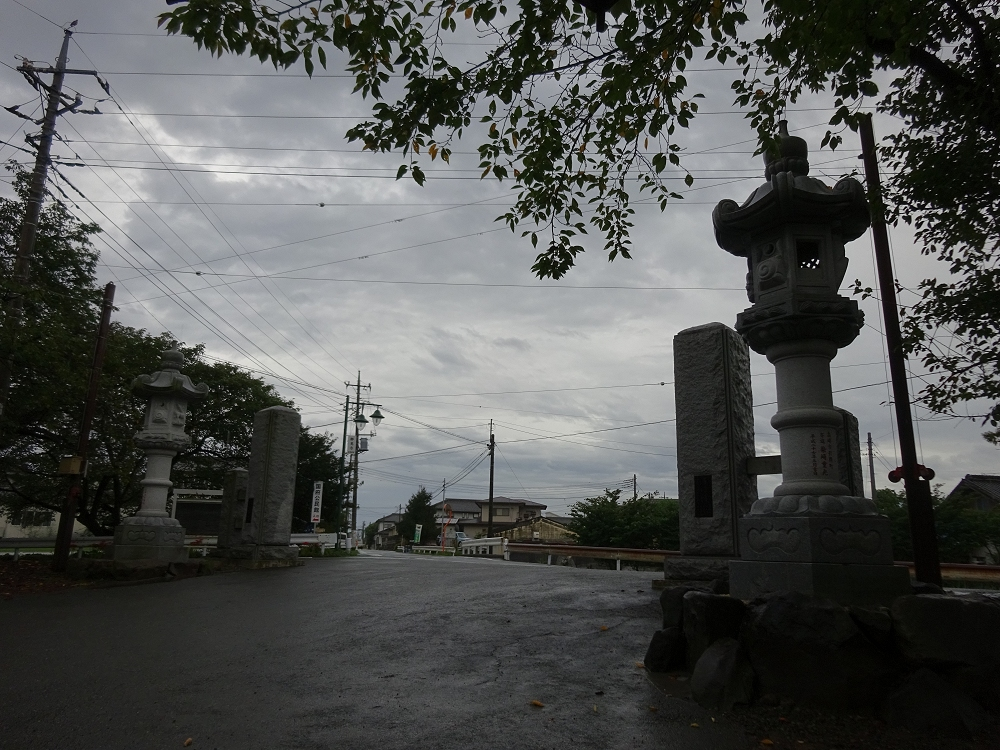
入口
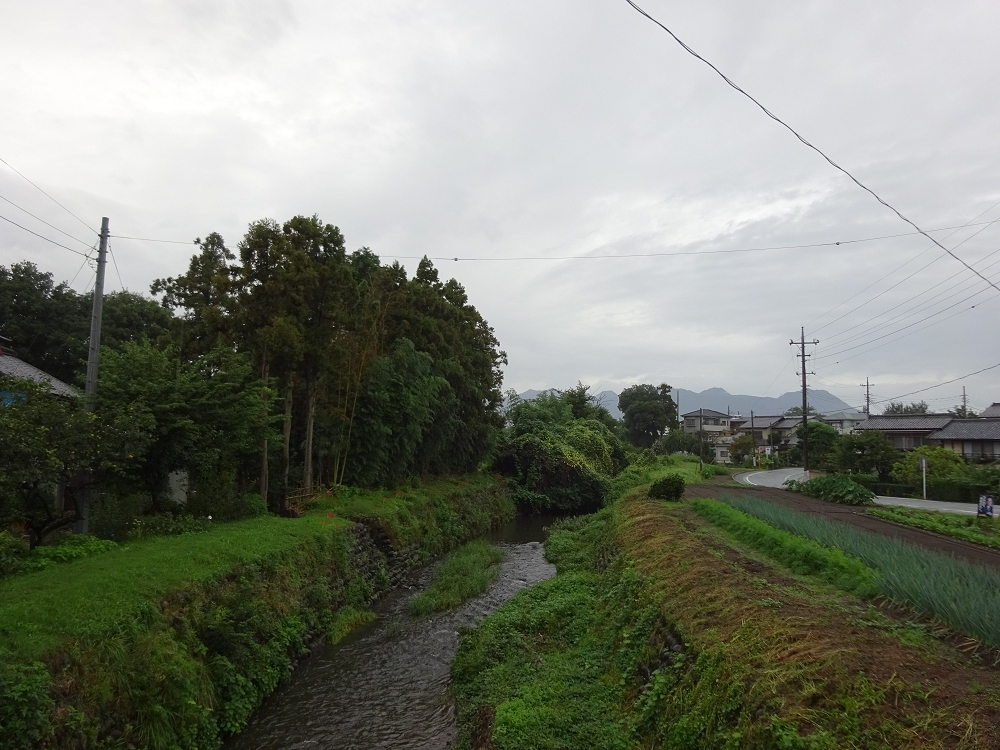
染谷川
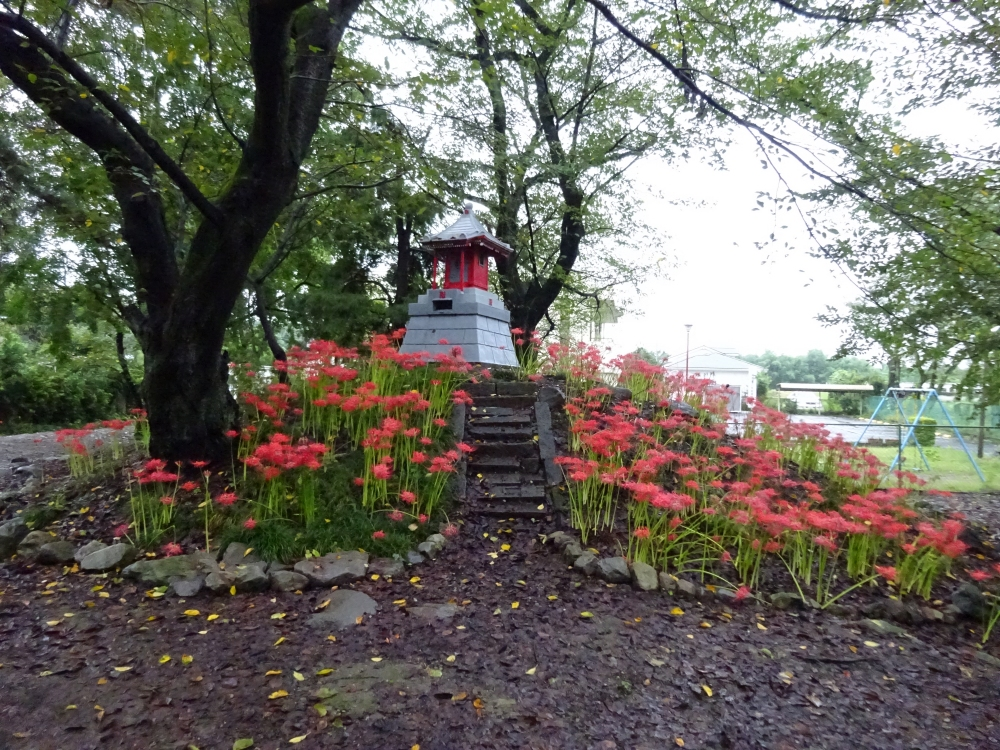
境内

## 文化財
- 高崎市指定文化財
  - 妙見社本殿

## アクセス
- JR前橋駅から群馬温泉行きバス　「妙見前」下車